# Bal na dworcu w Koluszkach
Bal na dworcu w Koluszkach – polski film obyczajowy z 1989 roku w reżyserii Filipa Bajona. Zdjęcia do filmu powstały w Jakuszycach (część Szklarskiej Poręby) oraz w Spale.

## Opis fabuły
Podczas „zimy stulecia” na dworcu w Koluszkach zniecierpliwieni pasażerowie oczekują na przybycie pociągu. Łączność kolejowa zostaje zerwana. W tym samym czasie niedaleko Koluszek w zaspach śnieżnych utknął pociąg. W jego wagonach panuje wesoła atmosfera. Niektórzy pasażerowie, którym śpieszy się na połączenie z innymi stacjami, wysiadają i idą piechotą do dworca w Koluszkach. Jest wśród nich Andrzej Roszak – młody chłopak śpieszący do Warszawy, oraz prawdopodobnie jego rówieśnica Basia. Niedługo po nich do dworca w Koluszkach docierają pan Walerek – działacz polityczny, który jechał na bal do KC; pan Rozbicki z żoną, tuż po kontrakcie w Iraku; Matyjak – gwiazdor telewizyjny; dziennikarz Przoniak oraz inni. Na wyludnionym dworcu pasażerowie sprawnie organizują sylwestrową zabawę. Podczas wspólnej hulanki jej uczestnicy stopniowo obnażają ukryte kompleksy, frustracje i nadzieje.

## Obsada
- Zbigniew Zamachowski – Andrzej Roszak
- Hanna Polk – Basia
- Henryk Bista – Przoniak
- Maria Chwalibóg – Kasia
- Aleksander Fabisiak – Stefan
- Alfred Freudenheim – sędzia
- Maria Gładkowska – ambasadorowa
- Jan Jankowski – reżyser
- Mieczysław Janowski – kolejarz
- Elżbieta Jarosik – bufetowa
- Stanisław Jaroszyński – zawiadowca stacji
- Sława Kwaśniewska – sędzia
- Grażyna Laszczyk(inne języki) – Beata
- Krystyna Loska – spikerka telewizyjna
- Krzysztof Materna – spiker
- Janusz Michałowski – Rozbicki
- Bronisław Wrocławski – Baranowski
- Ryszard Pietruski – Walerek
- Zofia Charewicz – Zosia
- Zbigniew Lesień – kolejarz
- Ryszard Radwański